# Osnovna šola Artiče
Osnovna šola Artiče je osrednja izobraževalna ustanova v krajevni skupnosti Artiče. Obsega osnovno šolo, ki izvaja program devetletke in pa vrtec.

## Šolski okoliš
Šolski okoliš obsega naslednje vasi: Arnovo selo, Artiče, Cundrovec, Dečno selo, Dolenja vas pri Artičah, Glogov Brod, Gornji Lenart (del), Križe, Oklukova Gora, Osredek pri Podsredi (občina Kozje), Pečice, Silovec, Spodnja Pohanca, Sromlje, Trebež, Brežice, Volčje, Zgornja Pohanca, Zgornji Obrež.
Skupaj šolo obiskuje 248 učencev (leto 2015).

## Dejavnosti šole
Poleg izvajanja pouka po uradnem učnem načrtu se šola ukvarja s številnimi dejavnostmi. Tako sodelujejo v pri projektu ubeležitve 750- letnice vasi Spodnja Pohanca, obdelujo in vzdržujejo lastni sadovnjak, imajo lastni kozolec, sodelujejo v projektu Comenius, eko šola. Organizirajo zbiranje starega papirja. Poleg tega pa je šola večkratna prejemnica priznanja za najlepše urejeno šolo v Sloveniji, kar je tudi svoje vrstno priznanje.